# Neuberend
Neuberend (dänisch: Ny Bjernt) ist eine Gemeinde im Kreis Schleswig-Flensburg in Schleswig-Holstein. 1996 wurde sie als umweltfreundliche Gemeinde ausgezeichnet. Kattenhund, Schwanholm und Ruhekrug liegen im Gemeindegebiet.

## Geografie und Verkehr
Neuberend liegt etwa 5 km nördlich von Schleswig am Langsee. Südlich verläuft die Bundesstraße 201 von Husum nach Kappeln, westlich die Bundesautobahn 7 von Schleswig nach Flensburg.
Der Struktur nach ist Neuberend ein Straßendorf, in dem es aufgrund der Nähe zu Schleswig viele Wohngebiete gibt.

## Geschichte
Am 1. Januar 2007 trat die Gemeinde Neuberend mit der Nachbargemeinde Idstedt aus dem Amt Schuby aus und schloss sich im Zuge der schleswig-holsteinischen Verwaltungsstrukturreform mit den Gemeinden der Ämter Tolk und Böklund zum Amt Südangeln mit Sitz in Böklund zusammen.

## Politik

### Gemeindevertretung
Bei der Kommunalwahl am 14. Mai 2023 wurden insgesamt elf Sitze vergeben. Der Kommunale Wählerverein Neuberend erhielt sechs Sitze und die SPD fünf Sitze.

### Wappen
Blasonierung: „In Silber ein blauer Schrägwellenbalken, begleitet oben von einem grünen Eichenzweig, unten von einer einwärts gewendeten, schräggestellten, gestürzten roten Heidesense und einem schräggestellten roten Torfspaten.“
Das Gemeindegebiet von Neuberend ist abwechslungsreich gegliedert durch alte Eichenbestände, die durch den Eichenzweig im 1986 genehmigten Wappen vertreten sind, und durch zahlreiche kleinere Wasserläufe und Seen. Für die letzteren steht der Wellenbalken im Wappenschild. Die Ortschaft ist eine verhältnismäßig junge Siedlung, welche in der Nachbarschaft des älteren Ortes Berend angelegt worden ist. Mitte des 18. Jahrhunderts wurden auf der Berender Heide 21 Kolonistenplätze ausgewiesen und zu dem Dorf Neuberend zusammengefasst. Das Heideland wurde nach und nach von den Kolonisten urbar gemacht. Die Heidesense im Wappen deutet auf die schwere Arbeit der Siedler in der Anfangsphase der Kolonie „Berender Heide“ (Neuberend) hin, desgleichen der Torfspaten auf den mühsamen Torfabbau im Moor.

## Sehenswürdigkeiten
In der Liste der Kulturdenkmale in Neuberend stehen die in der Denkmalliste des Landes Schleswig-Holstein eingetragenen Kulturdenkmale.

## Bildung und Sport
Neuberend verfügt über einen Kindergarten, eine Paintballhalle, drei Tennisplätze, sowie zwei Fußballfelder und eine 2003 erbaute Turnhalle, die weltweit erste Sporthalle in Passivhaus-Bauweise.